# هنري فورد كمال
هنري فورد كمال (بالإنجليزية: Henry Ford Kamel)‏ هو اقتصادي ومصرفي وسياسي غاني، ولد في 21 ديسمبر 1961 في غانا، وتوفي في 25 ديسمبر 2012. حزبياً، نشط في المؤتمر الوطني الديمقراطي ‏. وقد انتخب عضو برلمان غانا.